# Ischnopteris obtortionis
Ischnopteris obtortionis är en fjärilsart som beskrevs av Louis Beethoven Prout 1928. Ischnopteris obtortionis ingår i släktet Ischnopteris och familjen mätare. Inga underarter finns listade i Catalogue of Life.